# Кју-клукс-клан
Кју-клукс-клан или Ку-клукс-клан (енгл. Ku Klux Klan), познат и по акрониму ККК или само Клан, америчка је бјелачка супремацистичка терористичка и мрзилачка група чије су примарне мете Афроамериканци, Јевреји, Хиспаноамериканци и Латиноамериканци, Азијски Американци, католици, Амерички старосједеоци, као и имигранти, љевичари, хомосексуалци, муслимани и атеисти.
Клан је постојао у три различите епохе. Кроз све три епохе је заступао екстремне реакционарне ставове, као што су бјелачки национализам, антиимиграционизам и — посебно у касном облику — нордизам, антикатолицизам, антисемитизам, прохибиција, десничарски популизам, антикомунизам, хомофобија, исламофобија и антиатеизам. Историјски гледано, први Клан је користио тероризам — и физичке нападе и убиства — против политички активних црнаца и њихових савезника у јужним Сједињеним Државама крајем шездесетих година 19. вијека. Свa три покрета су позивала на „прочишћење” америчког друштва и свa три се сматрају екстремистичким десничарским организацијама. У свакој епохи чланство је било тајно, а процјене укупног броја су биле веома преувеличане од стране пријатеља и непријатеља.
Први Клан је основан након Америчког грађанског рата и био је одлучујућа организација Реконструкције. Организован у јужним Сједињеним Државама, потиснут је федералном интервенцијом почетком седамдесетих година 19. вијека. Настојала је да збаци владе републиканаца на југу, посебно застрашивањем бирача и циљаним насиљем над афроамеричким лидерима. Сваки огранак био је аутономан и веома тајновит у погледу чланства и планова. Бројни огранци широм југа су потиснути око 1871, преко федералних органа за спровођење закона. Чланови су сами правили своје, често шарене, костиме: огртаче, маске и купасте капе, дизајниране да буду застрашујуће и да прикрију идентитет.
Други Клан је започео као мала организација у Џорџији 1915. године. Порастао је послије 1920. и процвјетао широм земље почетком и средином двадесетих година 20. вијека, укључујући и урбана подручја Средњег запада и Запада. Узимајући инспирацију из нијемог филма „Рађање једне нације” Дејвида В. Грифита из 1915, који је митологизовано приказао оснивање првог Клана, користио је маркетиншке технике и популарну братску организациону структуру. Укоријењен у мјесним протестантским заједницама, настојао је да задржи превласт бијелаца, често је подржавао прохибицију и супротстављао се католицима и Јеврејима, истовремено наглашавајући своје противљење наводној политичкој моћи папе и Католичке цркве. Овај други Клан је процвјетао и у јужним и у сјеверним државама; финансирао се од накнада за учлањене и од продаје члановима стандардних бијелих костима. Огранци нису имали обавезе. Користили су ријечи на „к” које су биле сличне онима које је користио први Клан, уз паљење крстова и масовне параде да би застрашили друге. Нагло је опао крајем двадесетих година 20. вијека.
Трећа и актуелна манифестација Клана настала је послије 1950, у води локализованих и изолованих група које користе назив ККК. Групе су се фокусирале на противљење покрету за грађанска права, често користећи насиље и убиства да потисне активисте. Антидефамaциона лига (АДЛ) и Јужњачки правни центар за сиромашне (СПЛЦ) класификовали су Клан као мрзилачку групу. АДЛ према процјенама из 2016. ККК у цијелој земљи имао 3.000 чланова, док према процјенама СПЛЦ ККК има 6.000 чланова.
Друга и трећа инкарнација ККК су се често позивале на лажну митологизовану перцепцију америчке „англосаксонске” крви, подсјећајући на нативизам из 19. вијека. Иако се чланови ККК заклињу да ће подржавати хришћански морал, хришћанске деноминације нашироко осуђују организацију.

## Прва инкарнација
Прва инкарнација Клана појавила се 1866. године. Основали су га ветерани војске Конфедерације. Главни циљ ове организације био је отпор према Реконструкцији коју је спроводио Север након Америчког грађанског рата, који се фокусирао на застрашивање северњака који су мигрирали ка Југу (тзв. „карпетбегери”) и јужњака који су приступили Републиканској партији (тзв. „скалавази”), као и линчовањима ослобођених робова. Организација је доживела опадање између 1868. и 1870. а почетком осамдесетих година 19. века била је уништена након што је председник Јулисиз С. Грант прогласио пуноправним Акт о људским правима из 1871. (такође познат и као Акт Кју-клукс-клана).
Године 1915, основана је друга, различита група под истим именом. Оснивање ове организације било је инспирисано модерним мас медијима — филмом Рођење нације (енгл. The Birth of a Nation) као и инфламаторним антисемитским новинским чланцима у вези са суђењем и линчом убице Леа Франка, Јеврејина који је био оптужен и осуђен за убиство 13-годишње беле раднице фабрике у којој је радио као управник. Овај други Кју-клукс-клан је био организован као братство које је плаћало хиљаде људи да широм САД на локалном нивоу организују ћелије Кју-клукс-клан. На врхунцу моћи, почетком двадесетих година 20. века, Кју-клукс-клан је бројао око 4-5 милиона људи. И овај Кју-клукс-клан је проповедао расизам, антикатолицизам, антикомунизам, нативизам и антисемитизам, а неке локалне групе су учествовале и у линчовањима и другим насилним активностима. Популарност Кју-клукс-клана је ослабила током Велике депресије, а чланство је драстично опало током Другог светског рата због скандала изазваних умешаношћу угледних чланова организације у разне злочине као и због подршке нацистима.
Име Кју-клукс-клан је од тада користило више међусобно неповезаних група, од којих су се многе противиле Закону о грађанским правима и десегрегацији педесетих и шездесетих година 20. века. Многи чланови ових група су били оптужени и осуђени због вишеструких убистава активиста за људска права и деце (као што је било постављање бомбе у баптистичкој цркви у Алабами).
Данас Кју-клукс-клан броји око 150 ћелија са око 8.000 чланова широм САД. Ове ћелије које делују у малим и локалним групама, сматрају се крајње екстремистичким групама које шире мржњу. Данас сви водећи мејнстрим медији и политички и религиозни лидери у САД оштро осуђују ову организацију.

## Први Клан

### Почеци
Стварање Кју-клукс-клана првобитно је произашло као последица пораза држава Конфедерације у рату са унионистима са Севера. У почетку, било је то само једно удружење без политичког циља. Као свој главни циљ, имало је да продуби везе које су током рата створене међу војницима Конфедерације.
У ноћи између 24. и 25. децембра 1865, шест младих јужњачких официра (Џонс, Мекорд, Рид, Кенеди, Лестер и Кроу) је основало Кју-клукс-клан у градићу Пуласкију, у Тенесију.

Назив „Кју-клукс-клан” долази од грчке речи куклос (грч. κυκλος), што значи круг. Кроу је поделио реч на две и изменио крај, и тако добио ку клакс. С обзиром да су сви они били пореклом Шкоти, Лестер је предложио да додају реч клан на крају, замењујући латинично слово (C) словом (K), како би изједначили почетна слова трију речи.
Кју-клукс-клан је врло брзо стекао мноштво присталица у јужним државама САД, отпочевши са убиствима црних и белих републиканских вођа. Од 1866. до 1867. године, Клан је почео да упада ноћу у куће црнаца и краде оружје. На састанку у Нешвилу у Тенесију 1867. године, направљена је хијерархија у организацији увођењем локалних ложа или ћелија које су одговарале вођама округа, који су опет, одговарали обласним вођама, а обласне вође
државним, док су државне вође одговарале националном генералштабу. Предлоге за „Прескрипт” је написао Џорџ Гордон, бивши бригадни генерал Конфедерације.
Прескрипт је садржао емотивно набијен текст о циљевима Клана заједно са питањима која би се постављала аспирантима на чланство. Овај документ је такође потврдио основни циљ Клана — отпор Реконструкцији Републиканске странке.
Претендент на чланство је требало да одговори на питања да ли је републиканац, ветеран војске Уније, или је члан Лојалне лиге, да ли се противи друштвеној и политичкој једнакости црнаца, и да ли је за владу састављену само од белаца, као и задржавање уставних права Југа.
Међутим, Прескрипт никада нису прихватиле ни једна од локалних ћелија. Наставиле су да делују независно, као што се никада нису основали ни окружни ни регионални ни државни штабови. Према усменом извештају, Гордон је посетио бившег трговца робљем и генерала Конфедерације, Нејтана Бедфорда Фореста у Мемфису (Тенеси), и рекао му за организацију, на шта је Форест одговорио: „Одлично! То је стварно одлично! То ће нам помоћи да задржимо црнчуге тамо где им је место.” Неколико недеља касније, Форест је био изабран за Великог врача (енгл. Grand Wizard), како се назвао врховни лидер Клана. Међутим, у свим каснијим интервјуима, Форест је негирао да је на челу Клана и тврдио је да никада није контролисао локалне ћелије.

### Активности
Главни циљ Клана био је контрола политичког и друштвеног статуса ослобођених црнаца. Нарочито се радило против права црнаца на образовање, економски бољитак, права гласа и ношења оружја. Међутим, иако се Клан углавном фокусирао на црнце, јужњачки републиканци су такође постали мета напада и застрашивања. Насиље је постигло свој циљ. На пример, априла 1868. године, на општим изборима у Џорџији, у округу Колумбија републикански кандидат Руфус Булок (енгл. Rufus Bullock) је добио 1.222 гласа, међутим, већ у новембру исте године, на председничким изборима, републикански кандидат, Јулисиз С. Грант, добио је само један глас у истом округу.
Клан је често застрашивао наставнике и службенике федералног бироа организације Фридмен (енгл. Freedmen's Bureau). Црнци чланови Лојалне Лиге (енгл. Loyal League) су такође били честа мета напада Клана. Конгресна истрага једног типичног инцидента у Мисисипију открива следеће:
Једну од тих наставница (гђицу Ален из Илиноиса) која је радила у Котон Џин Порту у округу Монро, посетило је једног мартовског јутра 1871. године, између један и два сата ујутро, неких педесетак маскираних мушкараца на коњима. Сви су носили дугу белу одежду а лица су им била прекривена маском са крваво црвеним пругама. Наредили су јој да устане и да се обуче, што је она одмах и урадила, а затим су у њену собу ушли капетан и поручник који су поред необичне одоре такође имали и дуге рогове на глави као и неку врсту апарата на челу. Наредник је имао пиштољ, и он и капетан су сели док су неких десетак мушкараца стајали у соби а и трем је био пун људи. Опходили су се с њом на „уљудан и џентлменски начин“, али су се пожалили на велики порез на образовање, рекли јој да мора да напусти посао и да оде, и упозорили је да они никада не упозоравају два пута. Наставница је одмах напустила округ.
Само у једном округу на Флориди, Клан је убио 150 црнаца, и на стотине у другим окрузима.
Гордонов проглас из 1868. године сведочи о насилним акцијама које је спроводио Клан тих година.
- Многи црнци су били ветерани војске Уније и били су наоружани. Од самог почетка, један од основних циљева клана је био конфисковање оружја од црнаца. У прогласу, Гордон је тврдио да се пуцало три пута на чланове Клана, и да „ако црнци траже кавгу, треба да прихвате и последице које ће уследити.”.
- Гордон је такође изјавио да је Клан мирољубива организација. Овакве изјаве су биле уобичајени начин да Клан избегне суђења. Међутим, Велика федерална порота је 1869. године прогласила Клан „терористичком организацијом”. Стотине пресуда за насилничке злочине и тероризам је било издато. Многи чланови Клана су били изведени пред суд, док су неки успели да побегну из држава у којима су их гонили, углавном у Јужну Каролину.[45]
- Гордон је такође изјавио да су неки људи извршили насиље у име Клана. У томе је донекле било истине, с обзиром да особе које нису припадале Клану могле да искористе одежду Клана као савршену маску којом би сакрили свој идентитет приликом вршења насилних акција. Међутим, такође је одежда била згодан изговор за високе чиновнике Клана да негирају одговорност за насиље, а тајновита, децентрализована природа организације је додатно отежавала могућност утврђивања идентитета припадника ове организације. Клан је умногоме био паравојна снага која је служила интересима Демократске странке и онима који су се залагали за обнову доминације беле расе.[46]

До 1868, само две године по оснивању, активност Клана почиње да губи на снази, а Гордонов проглас доказује да ова организација почиње да служи само за оправдавање насиља и изврдавање правди која је починиоце гонила. Многе утицајне демократе јужњаци су почели да виде Клан као непотребан терет и сметњу, као и оправдање за федералну владу да и даље држи Југ под својом контролом
У једном интервјуу 1868. године, Форест се хвалио како је Клан национална организација од 550.000 чланова и да иако он није члан исте, да је њихов „симпатизер” и да би „сарађивао” са њима, као и да је у стању да окупи 40.000 чланова Клана за 5 дана ако затреба. Изјавио је како Клан не види црнце као непријатеље, већ Лојалну лигу и републиканску државну владу отеловљену у ликовима попут гувернера Тенесија, Браунлоуа и другим карпетбегерсима и скалавегсима. Ово је било само делимично тачно, јер је Клан нападао ове беле групе само зато што их је видео као препреку за њихове насилничке акције ка бившим робовима. Посебно су нападали наставнике које је Фридманов биро довео на југ, од којих су многи били аболиционисти или активисти „подземне железнице”, групе која је пре грађанског рата помагала робовима да побегну са плантажа. Многи белци јужњаци су веровали да црнци гласају за републиканску партију само зато што су их тако наговорили људи из Лојалне лиге. Црнци активисти Лојалне лиге су такође били честа мета напада Клана. У једном дневном листу из Алабаме, главни уредник је изјавио да „Лига није ништа друго осим црначког Кју-клукс-клана”.

## Слабљење и гашење организације
Први клан никада није био организован на централизован начин. Као тајна или „невидљива” организација, није имао ни обавезе, ни чланарине, ни новине, ни представнике, ни службенике, ни државне нити регионалне или окружне представнике. Популарност је стекао захваљујући репутацији, коју је опет стекао захваљујући необичним костимима и дивљом и претећом театралношћу. Као што је то историчар Елејн Франц Парсонс приметила:
Након разоткривања Клана, открила се хаотична гомила антицрначких група, сиромашних и кивних сељака, герилских банди, демократа који су изгубили положаје, власника илегалних дестилерија, младића који су се убијали од досаде, садиста, силеџија, белаца радника који су се бојали конкуренције црнаца, газда који су покушавали да примене строгу радну политику, обичних лопова, чак и неких ослобођених робова и белих републиканаца са криминалним намерама. На крају, једино што су имали заједничко (осим чињенице да су сви били белци, јужњаци и демократе) било је да су се сматрали члановима Клана.
Форестова национална организација је имала слабу или готово никакву контролу над локалним Клановима, који су били прилично независни. Један од вођа Клана се жалио да је његови наводно место шефа било чиста теорија, јер наводно није имао никакав ауторитет над несмотреним младићима са села који су били најактивнији у ноћним препадима, бичевањима и застрашивањима. Форест је наредио распуштање Клана 1869, изјавивши да „се Клан извитоперио и потпуно удаљио од првобитних часних и патриотских циљева, наносивши више штете него користи јавном реду и миру.”. Међутим, због мањка контроле на националном нивоу, овај проглас је био пре наговештај опадања Клана, а не његов крај. Историчар Стенли Хорн пише да „је крај Клана био више спора и постепена дезинтеграција, која се одликовала појединачним нестајањем мањих група по целој територији САД, него формално распуштање једне организације”. Новинар из Џорџије је јануара 1870. написао да „у ствари, Кју-клукс-клан није банда организованих криминалаца, већ су то појединци који чине криминалне преступе и себе називају члановима Кју-клукс-клана.”
Иако је Клан често коришћен као маска за злочине који нису имали везе с политиком, држава и локалне власти су ретко предузимали мере против његовог деловања. У случајевима линча, белци готово никад нису били проглашени кривима, а и кад јесу, готово никад нису били и осуђени. У многим државама републиканци су страховали да би употреба црне милиције изазвала међурасни рат. Када је републиканац Вилијем Вудс Холден, гувернер Северне Каролине, сазвао милицију против Клана 1870. године, републиканци су изгубили већину у парламенту а касније су били принуђени да дају оставку.
Понекад су се такође организовали покрети с циљем да се сломи Клан, иако је много демократа на националном нивоу постављало питање да ли Клан уопште постоји или је то била измишљотина републиканаца са Југа. Јануара 1871. године, републикански сенатор Пенсилваније, Џон Скот, организовао је саслушање на којем се појавило 52 сведока о злочинима Клана. Многе државе на Југу су већ биле изгласале законе против Клана, а у фебруару, конгресмен и бивши генерал Уније, Бенџамин Франклин Батлер из Масачусетса саставио је предлог закона који је познат као Закон о грађанским правима (1871), или Акт о Кју-клукс-клану.
Године 1871, председник Јулисиз С. Грант је потписао Батлеров закон према коме је надлежност прешла у руке федералним полицијским снагама, а члановима Клана се судило у федералним а не у државним и локалним судовима, где су црни поротници често били у већини. Стотине чланова Клана је било ухапшено, а хабеас корпус је укинут у девет округа у Јужној Каролини. Ова акција је имала толико успеха да је Клан уништен у Јужној Каролини, и десеткован у осталим државама у којима је већ годинама био у опадању. Акција против Клана под окриљем Акта о Клану је трајала три године (1871—1874) и великим делом је била заслужна за нестанак Клана, иако у одређеним областима застрашивање и убиства црних гласача је и даље било извођено под покровитељством локалних организација као што су Бела лига (енгл. White League), Црвене кошуље (енгл. Red Shirts), мачевалачки и стрељачки клубови. Иако Клан више није постојао, ипак је постигао многе од својих циљева, као на пример спречавање црнаца са Југа да гласају.
Међутим, било је потребно још неколико година до потпуног уништења сваког трага Клана. На ускршњу недељу 1873. године, догодио се најкрвавији израз расног насиља у току Реконструкције — Масакр у Колфаксу. Масакр је почео када су црнци пружили отпор нападима Клана и њихових савезника из Беле лиге. Резултат је био масакр 180 црнаца на ускршњи дан 1873.
Године 1882, много касније након што се први клан распао, Врховни суд је у једном судском процесу донео одлуку да је Акт о Клану делимично био неуставан, јер 14. амандман Устава не даје Конгесу јурисдикцију над приватним заверама. Међутим, касније у суђењима за људска права, укључујући убиства тројице активиста у борби за цивилна права 1964, убиство Виоле Лијузо, и судски процес Бреј против Женске клинике у Александрији 1991, било је позивања на овај Акт.

## Други Кју-клукс-клан
Четири и по деценије након укидања и нестанка првог Кју-клукс-клана, међурасни односи у САД су и даље били веома лоши. Деведесете године 19. века су биле обележене највећом међурасном затегнутошћу и насиљем — према Институту Таскиџи, највећи број расних убистава и линчовања се десио управо у овом периоду.

### Оснивање
Оснивање другог Кју-клукс-клана 1915. године било је производ новонастале моћи масовних медија. Три веома блиска догађаја имала су велики утицај на оживљавање идеје о Клану:
- Премијера филма Дејвида В. Грифита, Рођење нације (енгл. The Birth of a Nation), који је глорификовао и претворио у мит први Клан.
- Линч Јеврејина Леа Франка (енгл. Leo Frank), оптуженог и осуђеног за силовање и убиство 13-годишње Мери Фејган (енгл. Mary Phagan), беле раднице фабрике у којој је он био управник. За овај линч је било умногоме одговорно расно-хушкачко писање новина које су пратиле Франково суђење.
- Други Клан је био основан са новим антиимигрантским, антикатоличким и антисемитским програмом. Већина чланова новонасталог Кју-клукс-клана били су чланови организације која је себе називала Витезовима Мери Фејган (енгл. Knights of Mary Phagan), а нови Клан је следио пример верзије Клана представљеног у филму Рођење нације.

Филм Рођење нације је глорификовао првобитни Клан који је у то доба прилично пао у заборав. Грифитов филм се базирао на књизи и драмском комаду Човек клана (енгл. The Clansman) као и књиге Леопардове пеге (енгл. Leopard's Spots), дела Томаса Диксона. Филм је изазвао право лудило за Кланом. На претпремијери у Лос Анђелесу, плаћени глумци су парадирали на коњима у белој одежди прерушени у чланове Клана, док су у Атланти на првој званичној премијери филма, прави чланови новооснованог Клана јахали улицом испред биоскопа. У неким случајевима, превише расположени гледаоци су пуцали у екран.
Популарност филма је још више увећала подршка председника САД, Вудроа Вилсона, који је потврђивао истинитост онога што се тврдило у филму. Велики део иконографије модерног Клана укључујући и беле костиме и спаљивање крста су у ствари преузети из филма, заснованог више на Диксоновом романтичарском концепту старе Шкотске у песмама Валтера Скота него на првобитном Клану.
Рођење нације укључује опширне цитате из књиге Вудроа Вилсона, Историја америчког народа (енгл. History of the American People), на пример: „Белци су устали подстакнути чистим инстинктом за самоодржањем… све док се коначно није појавио велики Кју-клукс-клан, истинско царство Југа, како би заштитио земље Југа.” На специјалној пројекцији филма у Белој кући 18. фебруара 1915, Вилсон је изјавио: Ово је као писање историје са просветљењем, и једино ми је жао што је све ово тако ужасно тачно." Вилсонова породица је била симпатизер Конфедерације током Грађанског рата и збрињавала је рањене војнике Конфедерације у цркви. Кад је Вилсон био млад, његова странка се оштро супротставила Реконструкцији, а кад је постао председник, оживео је политику расне сегрегације у федералној влади по први пут од Реконструкције. С обзиром на снажну поруку садржану у филму, и документовано виђење које је Вилсон имао о расизму и Клану, Вилсонови коментари се могу протумачити као подршка расистичкој организацији. Преписка коју је Вилсон касније одржавао са редитељем Грифитом потврђује одушевљеност председника филмом. Председникова мишљења су објављена и одмах су изазвала контроверзе. Вилсонова подршка је увећала популарност овом филму, који је био један од кључних фактора у оснивању новог Клана.
Исте године, десио се други битан догађај који је утицао на стварање новог Клана — линчовање Леа Франка, јеврејског управника фабрике. Сензационалистичке дневне новине су пренеле вест да је Франк био оптужен за силовање и убиство Мери Фејган, малолетне беле раднице његове фабрике. Био је осуђен након сумњивог суђења у Џорџији (судија је тражио да Франк и његови адвокати не буду присутни у судници у тренутку објављивања пресуде због насилнички расположене руље која је била потпуно опколила судницу). Његови адвокати су уложили жалбе које су биле одбијене, али је гувернер државе преиначио пресуду из смртне казне на доживотну робију. Тада је руља која је себе називала Витезовима Мери Фејган отела Франка из затвора и линчовала га.
За многе Јужњаке који су веровали у Франкову кривицу, постојала је велика сличност између целог тог догађаја и радње филма Рођење нације, јер су видели велику аналогију између Мери Фејган и јунакиње филма, Флоре, младе девице која се бацила са литице како би избегла да је силује црнац Гус, који је у филму описан као „отпадник, производ злих доктрина које су раширили карпетбегерси.”
Томас Вотсон, политичар из Џорџије и уредник листа Џеферсонијан (енгл. The Jeffersonian) је вешто искористио Франково суђење како би обновио Клан. Нови Клан је био свечано основан 1915. године на састанку којем је председавао Вилијем Џозеф Симонс на врху Стоун Маунтина (енгл. Stone Mountain) и коме су присуствовали остарели чланови оригиналног Клана као и чланови организације Витезови Мери Фејган.
Симонс је пронашао инспирацију за овај други Клан у оригиналном Прескрипту Клана кога је написао Џорџ Гордон 1867. у покушају да оригиналном Клану да значај националне организације Прескрипт истиче циљеве Клана:
- Прво: Заштитити слабе, недужне и незаштићене од беса, насиља и суровости отпадника од закона; утешити угњетене и повређене; збринути несрећне и напаћене, нарочито удовице и сирочиће војника Конфедерације.
- Друго: Заштитити и бранити Устав САД.
- Треће: Помоћи у извршењу свих уставних закона, заштитити људе од незаконитих хапшења, као и од суђења које не воде њима једнаки и у складу са законом територије.

### Чланство
Последњих година, историчари су дошли до листа чланова неких локалних јединица Клана и упоредили их са именима у телефонским именицима или локалним регистрима како би добили профил просечног члана. Велики листови су једногласно заузели непријатељски став према Клану и често су извргавали руглу његове чланове називајући их глупавим сељацима. Детаљна анализа обављена у Индијани показује да је та представа била погрешна.
Чланови Клана у Индијани су потицали из свих друштвених слојева: нису долазили искључиво са села, нити искључиво из града, било је и радника и припадника средње класе, као и припадника разних професија. Чланови Клана су били протестанти, наравно, али се не би могли описати као искључиво па чак ни углавном фундаменталистички расположени. Заправо, њихова религиозна осећања су била огледало целог белог протестантског друштва укључујући и оне који нису припадали ни једној цркви.
Клан је имао успеха у регрутовању нових чланова широм САД. Двадесетих година 20. века, број чланова Клана је постигао свој максимум — 15% становништва које је чинило гласачко тело САД било је и члан Кју-клукс-клана. Ћелије су ницале једна за другом по целим САД, чак и у Канади, углавном у покрајини Саскачеван било је значајнијих активности Клана против католичких имиграната.
Овај Клан је деловао као права лукративна компанија. Чланови, по учлањењу, морали су да плате квоту иницијације и да купе костим Клана. Организатори су задржавали половину новца а другу половину су слали државним или националним службеницима. Када би организатор завршио са једном области, организовао би огроман скуп на којем би се палили крстови и обављала свечана церемонија предаје Библије локалном протестантском свештенику. На крају би организатор одлазио са новцем. Локалне ћелије су деловале као многа братства — повремено би доводила говорнике у град. Државни или национални званичници Клана имали су врло малу или никакву контролу над локалним званичницима ове организације и ретко када су покушавали да од њих направе политички активне групе.

### Активности
Нови Клан је имао нове антисемитске, антикатоличке, антикомунистичке и антиимигрантске циљеве. Овиме је Клан успео да регрутује велики број чланова широм Средњег Запада САД, већи број него на Југу. Као и у нацистичкој пропаганди, нове чланове је привлачило тумачење да су за све проблеме у САД главни кривци били црнци или јеврејски банкари, или нека друга слична група.
Нови Клан се разликовао од првог у томе што је први Клан био искључиво јужњачка организација, док је нови Клан имао утицаја у целој САД, са великим утицајем на политичаре у неколико држава. Популарност новог Клана је сезала све до севера, као што је Нова Енглеска, где је био умешан у насиље као што је спаљивање црначке школе у Сичуиту на Роуд Ајланду.
Двадесетих и тридесетих година 20. века, фракција Клана под именом Црна легија била је веома активна на средњем западу САД. Чланови ове групе нису носили беле одежде већ црне униформе које су им давале изглед гусара. Црна легија је била најсуровија фракција Клана и истицали су се по убиствима комуниста и социјалиста.
Даље, групе Клана су такође учествовале у линчовањима и ишли су толико далеко да су убијали црне војнике који су се враћали са фронта у Првом светском рату док су још увек носили униформе. Клан је упозоравао црнце да морају да поштују права беле расе „у чијој им је земљи допуштено да живе.”

### Политички утицај
Други Кју-клукс-клан је контролисао владе држава Тенесија, Индијане, Оклахоме и Орегона као и неке јужњачке државе путем владиних функционера који су били симпатизери Клана. Утицај Клана је био изузетно велики у Индијани, где је републиканац и члан Клана Едвард Џексон био изабран за гувернера 1924. након чега су цео државни апарат преплавили чланови Клана. Други познати пример из исте године је одлука Клана да направи од Анахајма у Калифорнији град-узор. Тајно су преузели власт у управи града, међутим, били су побеђени на ванредним изборима.
Демократе су сазвале националну конвенцију у Њујорку 1924. године на којој је било убедљиво присуство чланова Клана. На конвенцији је требало да се изабере кандидат за председника. Кандидати за то место су били Вилијем Макаду (енгл. William McAdoo), кога је подржавао Клан, и гувернер Њујорка, Ал Смит, кога је Клан одбацио због тога што је био католик. Након неколико дана сукоба, обојица су се повукла и демократе су остале без кандидата за председника. Клан је сматрао да је Макаду победио, јер је барем постигао да Демократска странка прихвати одређену политику коју је предводио католик. Клан је прославио ову „победу” у Њу Џерзију, 4. јула 1924. комеморацијом на којој су хиљаде чланова Клана спалили крстове и лутке које су представљале Ала Смита.
Такође постоје докази да је у одређеним државама, као на пример, Алабами, Клан показао изузетан интерес за политичке и друштвене реформе. С обзиром на конзервативну политичку структуру државе Алабама, Клан је заговарао прогресивне идеје као што је побољшање државних школа, градња и побољшање путева, ефективнија примена прохибиције (забране алкохола), и др. На многе начине ови напредни политички циљеви који су фаворизовали обичног грађанина и нижу класу белаца били су резултат пружања могућности тим истим људима да поставе своје политичке фаворите на важна политичка места. Већ 1925, Клан је био важна и јака политичка снага у држави. Моћни политички прваци као Томас Хефлин, Дејвид Биб Грејвс, или Хјуго Блек окренули су чланове Клана против великих индустријалаца који су годинама до тада доминирали државом. Блек је био изабран за сенатора 1926. године и постао је ватрени заговорник Њу дила. Када је добио намештење у Врховном суду 1937, откриће да је бивши припадник Клана шокирала је јавност, али он је и даље остао у Суду. Године 1926, Биб Грејвс, постао је гувернер уз помоћ Клана. Водио је једну од најпрогресивнијих администрација у историји државе, залажући се за боље финансирање школства, боље здравство, изградњу путева, и законе о раду.
Међутим, као резултат ових политичких успеха, чланови Клана, мислећи да уживају заштиту владе, покренули су талас терора и насиља широм Алабаме током 1927. године, узимајући како црнце тако и белце као мету својих напада. Нападали су не само оне који су кршили расна правила, неко и оне који су по њима морално посрнули. У Бирмингему, Клан је нападао на локалне јавне куће и бурделе. У Троју, Алабама, Клан је пријављивао родитељима децу коју би ухватио да одржавају сексуалне односе у колима. Један локални клан је „ухватио једну разведену жену, скинуо је до појаса, везао за дрво и дивљачки избичевао.”.
Конзервативна елита је узвратила напад. Гровер С. Хол Сениор, уредник Монтгомери Едвертајзера (енгл. Montgomery Advertiser), започео је серију чланака у којима је нападао Клан због његове „расне и религијске нетолеранције”, због чега је освојио Пулицерову награду. Друге дневне новине су такође константно нападале Клан као „насилну и не-америчку” организацију. Контранапад је имао успеха. Године 1928. за председника државе је изгласан католик Ал Смит, а број чланова Клана је драстично пао и до 1930. није бројао више од 6000.

### Слабљење организације
Пропаст другог Клана је делимично резултат одмазде за њихово насиље, а делимично резултат скандала у који је био умешан Дејвид Стивенсон (енгл. David Stephenson) (у то доба члан Републиканске странке, бивши активни члан Социјалистичке партије а затим и Демократске странке), Велики змај Индијане и других 14 држава, који је био оптужен и осуђен за силовање и дивљачко убиство Меџ Оберхолцер (енгл. Madge Oberholtzer) (била је толико претучена да је човек који је нашао њен леш описао њено стање као да је „жвакао канибал”). С друге стране, према историчару Лионарду Муру веома битна ставка која је утицала на распад другог Клана су и велики пропусти вођства:
Стивенсон и други који су трговали или тражили места у политици и који су се борили за политичку контролу невидљивог царства у Индијани, нису имали потребну способност ни жељу да употребе систем за остварење циљева Клана. Они или нису били заинтересовани, или нису били свесни основних преокупација покрета.  За њих, Клан је био само средство за богаћење и стицање моћи. Ти маргиналци су се уздигли до самог врха братства са капуљачама јер док није постао политичка снага, Клан никад није захтевао јако и предано вођство. Чак ни искуснији политичари присталице Клана нису много допринели. Фракционизам је створио баријере, али многи политичари су подржали Клан само из прагматичних а не из идеолошких разлога. Када су оптужбе за злочине и корупцију почеле да гуше покрет, ови, забринути за своје политичке каријере, имали су све мање разлога да раде у корист Клана.
Као резултат ових скандала, Клан је тридесетих година изгубио сасвим на популарности у јавности и повукао се из политичког живота. Велики врач Хајрам Еванс (енгл. Hiram Evans), продао је организацију 1939. Џејмсу Коулскоту (енгл. James Colescott), ветеринару из Индијане, и Самјуелу Грину (енгл. Samuel Green), лекару из Атланте, али они нису били способни да зауставе осипање чланства. Имиџ Клана је још више оштетио Коулскот када се уортачио са организацијама симпатизера нацизма, као и умешаност ове организације у расним немирима у Детроиту 1943. године и напори да се саботира учешће САД у Другом светском рату. Године 1944. Порески биро САД је оптужио Клан за утају пореза од 685.000 долара и Коулскот је био приморан да расформира организацију те исте године.
Фолклориста и писац Стетсон Кенеди инфилтрирао се у редове Клана након Другог светског рата и добавио медијима и полицији информације о Клану. Такође је разоткрио клановске лозинке писцима радио програма Супермен, који су написали неколико епизода у којима се Супермен супротставио Клану. Кенедијева намера, да развеје мистерију која је обавијала Клана и банализује његове ритуале и лозинке, имала је негативан утицај на чланство и новачење. Кенеди је најзад написао књигу на основу својих искустава, која је постала бестселер током 50-их и даље наудила Клану.

## Каснији Кланови
Након распада другог Клана, име Кју-клукс-клан је почело да употребљава неколико независних група. Ова табела представља процену броја чланова кроз време. Године дате у загради представљају приближне временске периоде.
| ГОДИНА | БР. ЧЛАНОВА |
| ------ | ----------- |
| 1920.  | 4.000.000   |
| 1924.  | 6.000.000   |
| 1930.  | 30.000      |
| 1970.  | 2.000       |
| 2006.  | 5.000       |

Почетком педесетих година 20. века, велики број независних група Клана почео је да пружа отпор покрету за људска права. Отпор је подразумевао бројне насилне акције и застрашивања. Међу многобојним догађајима, најупечатљивији су били следећи:
- Убиство организатора црначке заједнице, Медгара Еверса (енгл. Medgar Evers) у Мисисипију 1963. Године 1994, бивши члан Клана, Бајрон де ла Беквид (енгл. Byron De La Beckwith) је био осуђен за Еверсово убиство.
- Убиство Вернона Дамера Сениора (енгл. Vernon Dahmer Sr.), вође црначке заједнице, 1966, такође у Мисисипију. Године 1988. за ово убиство је осуђен бивши Велики врач Клана, Сем Бауерс (енгл. Sam Bowers). Још два члана Клана су била оптужена поред Бауерса, међутим, један је умро пре суђења, а други је био ослобођен оптужби.[66]
- Експлозија бомбе у баптистичкој цркви у Алабами када је погинуло четворо деце. Четири члана Клана су била осумњичена за ово недело, међутим, суђено им је годинама касније. Чланови Клана су били Роберт Чемблис (енгл. Robert Chambliss), осуђен 1977, Томас Блантон (енгл. Thomas Blanton) и Боби Франк Чери (енгл. Bobby Frank Cherry), осуђени за убиство 2001. и 2002. Четврти осумњичени, Херман Кеш (енгл. Herman Cash), умро је пре него што је била подигнута оптужница против њега.
- Убиство Вилија Едвардса Џуниора (енгл. Willie Edwards, Jr.) 1957. Чланови Клана су натерали Едвардса да скочи са моста реку Алабама[тражи се извор].
- Убиство активисте покрета за људска права, Џејмса Чејнија (енгл. James Chaney), Ендруа Гудмана (енгл. Andrew Goodman) и Мајкла Швернера (енгл. Michael Schwerner) у Мисисипију, 1964. године. Члан Клана, Едгар Реј Килен (енгл. Edgar Ray Killen), био је осуђен за ова убиства тек 2005. године.[67]
- Убиство Виоле Лијузо (енгл. Viola Liuzzo), беле јужњакиње и мајке петоро деце која је живела у Детроиту, али је отишла на Југ, у град Селму да би присуствовала једном од маршева за људска права. Кад су је убили, Виола Лијузо је превозила учеснике марша.

Током овог периода, чланови Клана су убили много више људи, међутим, многа од тих убистава нису била пријављена. На пример, 1951. године, Хари Т. Мур, наставник и директор црначке заједнице, погинуо је заједно са својом супругом у бомбашком нападу на њихов дом. Иако се истрагом ФБИ у то доба дошло до имена неколико осумњичених, нико није био оптужен за овај злочин. Четрдесет година касније, један бивши члан Клана је признао да су он и још неколико чланова сковали заверу са припадницима полиције како би извели ово и још неколико других убистава. Према извештају Јужног регионалног савета у Атланти, током 1951. и 1952. године, у четрдесет кућа црначких породица су биле постављене бомбе. Неки од њих су били активисти као Хари Мур, али многи од тих људи су били обични људи који су одбили да се повинују расистичким конвенцијама или су били недужни пролазници, жртве белог тероризма.
Међутим, иако је време након Другог светског рата било време када су клановске групе наступале са изузетно великим насиљем, такође је било и време када је Клан био с успехом сузбијен. На пример, 1958. године, клановци су у Северној Каролини спалили крстове испред кућа два Индијанца племена Лумби (први су се доселили у искључиво белачки крај, а друга је била Индијанка која је излазила са белцем), а затим одржали митинг у непосредној близини, да би убрзо открили да су опкољени стотинама наоружаних Лумбија. Дошло је до пуцњаве, а Клан је побегао главом без обзира.
Године 1964. Контраобавештајна служба ФБИ је почела са покушајима да се инфилтрира у Клан и уништи га. Џери Томпсон, новинар који је успео да се убаци у Клан 1979. године, извештавао је о успесима контраобавештајне службе ФБИ. Фракције ривали унутар Клана су међусобно оптуживале вође противничке групе да су доушници ФБИ, а касније је откривено да је један од вођа, Бил Вилкинсон, радио за ФБИ.
Када је вековна борба за гласачка права црнаца на Југу била коначно завршена, Кланови су се преоријентисали на друге мете, као имиграција, позитивна дискриминација, а нарочито судска наређења о десегрегацији у школским аутобусима. Године 1971, чланови Клана су поставили бомбе у десет школских аутобуса у Понтијаку, Мичиген, а харизматични клановац, Дејвид Дјук (енгл. David Duke) је био активан у јужном Бостону током кризе школских аутобуса 1974. Дјук је био вођа Витезова Кју-клукс-клана од 1974. до 1978. године, а 1980, Дјук је основао расистичко-националистичку политичку партију Национално удружење за напредак белаца (енгл. Association for the Advancement of White People). Године 1989, био је изабран за посланика у парламенту Луизијане као републикански кандидат, иако је републиканска партија своју подршку дала другим републиканским кандидатима, а не њему.
У овом периоду, отпор Клану је постајао све више уобичајен. Томпсон каже да у току његовог кратког чланства у Клану, пуцали су на његов камион, црна деца су га вређала, а манифестација коју је сазвао Клан претворила се у немире када су црни војници из оближње војне базе напали чланове Клана. Покушаји Клана да предузму маршеве су често били пресретани контрамаршевима и контрапротестима, и неретко би долазило до физичког сукоба.
Такође се показало да Клан није имун на судске процесе, што се одлично показало у судском процесу против чланова Клана поводом линчовања Мајкла Доналда (енгл. Michael Donald) 1981. године у граду Мобил, Алабама, што је довело до банкрота једну групу Клана која се звала Уједињени кланови Америке.
Томпсон такође говори о томе како су многи лидери Клана, раније индиферентни према претњама хапшењем, показали велику забринутост због серије мултимилионских пресуда против многих чланова Клана.
Активности Клана су условиле појаву других типова расистичких група и покрета, као Хришћански идентитет, неонацистичке групе као и расистички скинхедси.

## Кју-клукс-клан у 21. веку
Кју-клукс-клан и дан данас постоји, међутим само у форми изолованих група симпатизера чији број не прелази неколико хиљада. Године 2002. јеврејска Антидефамациона лига (енгл. Jewish Anti-Defamation League) је објавила извештај у ком се тврди: „Данас Кју-клукс-клан не постоји. Фрагментација, децентрализација и опадање су текли без престанка.” Међутим, у извештају се такође наводи да и даље постоји „потреба за правдањем је дубоко укорењена и да ће врло вероватно увек постојати, чак иако Клан потпуно нестане.” Године 2006, Антидефамациона лига је преиспитала своју процену Кју-клукс-клана, тврдећи да „Кју-клукс-клан, који је до пре неколико година изгледао на самрти и статичан (…), сада доживљава ненадан и забрињавајући препород захваљујући злоупотреби тема као што су имиграција, хомосексуални бракови и злочин у градовима.”
Данас, једини бивши члан Клана који се налази на високом положају у САД је демократа Роберт Бирд (енгл. Robert Byrd), сенатор Западне Вирџиније, који је изјавио да „дубоко жали” што се придружио Клану пре скоро педесет година, кад је имао 24 године.
Неке од данас активних, већих ККК организација су:
- Витезови рукавца ККК (енгл. Bayou Knights of the Ku Klux Klan), који делују углавном у Тексасу, Оклахоми, Арканзасу, Луизијани и другим деловима југоисточне САД,
- Црква америчких витезова ККК (енгл. Church of the American Knights of the Ku Klux Klan)[74],
- Царски кланови Америке (енгл. Imperial Klans of America),
- Витезови беле камелије (енгл. Knights of the White Kamelia),
- Витезови Кју-клукс-клана (енгл. Knights of the Ku Klux Klan), под вођством националног главног пастора, Тома Роба (енгл. Thom Robb), са седиштем у Зинку (енгл. Zinc), Арканзас. Према њиховим тврдњама, то је највећа ККК организација данас у САД, а сами себе називају „шестом ером Клана”, са расистичком идеологијом.

Осим ових, постоје многобројне мање организације које такође присвајају име Клана.
Процењено је да од 2005. године има око 3.000 чланова ККК, подељених на око 100—150 ћелија насталих из разноразних организација, од којих је две трећине било из ранијих држава Конфедерације. Преостала трећина се налази углавном на средњем западу САД.
Иако постоји велики број разних ККК група које су међусобно ривали, у медијима се и даље говори о ККК као о јединственој организацији
Унија америчких грађанских слобода (енгл. American Civil Liberties Union) је обезбедила правну подршку разним фракцијама Клана у одбрани права прописаног Првим амандманом, права на одржавање јавних окупљања, парада, маршева и права предлагања кандидата за јавне положаје.

## Речник
Чланство у Клану је тајно, и Клан, као многа друга братства, има знаке који се користе ради међусобног препознавања. Члан може да употреби акроним латиничних слова AYAK, што су почетна слова од реченице на енглеском: Are you a Klansman? (Да ли си члан Клана?), како би се неприметно представио другом потенцијалном члану Клана. Одговор би требало да буде други акроним латиничних слова AKIA — A Klansman I am (Члан Клана сам).
Током историје, чланови су сковали много речи које почињу са КЛ:
- Клаби (енгл. Klabee) — богатство
- Клигл (енгл. Kleagle) — онај који регрутује
- Клектокен (енгл. Klecktoken) — квота иницијације
- Клиграп (енгл. Kligrapp) — секретар
- Клоран (енгл. Kloran) — ритуална књига
- Клорерое (енгл. Kloreroe) — делегат
- Клад — капелан

Све ове речи је створио Вилијам Симонс, као део оживљавања Клана 1915. године. Клан из доба Реконструкције је користио друге титуле.

### Званични веб-сајтови
Пошто постоји више организација Кју-клукс-клана, постоји више званичних веб-сајтова. Слиједи списак трећих страна таквих организација:
- Од Јужњачког правног центра за сиромашне: „Ku Klux Klan” (на језику: енглески).
- Од Антидефамационе лиге:
  - „Tattered Robes: The State of the Ku Klux Klan in the United States” (PDF) (на језику: енглески). 2016. — није организовано као списак имена, али се многа имена појављују у овом извјештају
  - „Ku Klux Klan -- Extremism in America” (на језику: енглески). Архивирано из оригинала 12. 2. 2011. г.

### Остале везе
- „KKK in Washington State – Seattle Civil Rights and Labor History Project”. depts.washington.edu (на језику: енглески). Приступљено 23. 1. 2022.
- „Buffalo Ku Klux Klan Chapter: List of Members | New York Heritage”. nyheritage.org. Приступљено 23. 1. 2022.
- „Ku Klux Klan -- Extremism in America” (на језику: енглески). Архивирано из оригинала 11. 4. 2016. г.
- Die Arier FILM, Interview Tom Metzger (Mo Asumang) на веб-сајту  — интервју са припадник ККК-а за потребе документарца
- „LIFE Goes Inside Today's KKK – Photo Gallery, 12 Pictures – LIFE” (на језику: енглески). 13. 4. 2009. Архивирано из оригинала 16. 7. 2009. г. Приступљено 23. 1. 2022.
- Crawford, Charles Wann (1978). Stanley F. Horn, Editor and Publisher: An Interview with Stanley F. Horn (PDF) (на језику: енглески). Forest History Society. Приступљено 23. 1. 2022.
- „[Terror in the Night] | C-SPAN.org”. www.c-span.org (на језику: енглески). 21. 1. 1993. Приступљено 23. 1. 2022.
- „KKK FBI Files” (на језику: енглески). Приступљено 23. 1. 2022.
- „KKK 1871 Congressional Testimony” (на језику: енглески). Приступљено 23. 1. 2022.
- „See the rise of the KKK in the U.S., 1915—1940”. Mapping the Second Ku Klux Klan, 1915—1940 (на језику: енглески). Приступљено 23. 1. 2022.
- „Ku Klux Klan collection, circa 1915—1990 (bulk 1920—1929)”. findingaids.library.emory.edu. 10. 4. 2007. Приступљено 23. 1. 2022.
- „KKK TRADITIONS | QUAINT TRADITIONS AND CUSTOMS AND METHODS OF THE KU KLUX KLAN LITERARY DIGEST MAGAZINE 1922 – Magazine Article – Old Magazine Articles”. www.oldmagazinearticles.com (на језику: енглески). Приступљено 23. 1. 2022.
- „Collection: Knights of the Ku Klux Klan, Klan No. 51 records, Mt. Rainier, Maryland | Archival Collections”. archives.lib.umd.edu (на језику: енглески). Приступљено 23. 1. 2022.